# La Maison de poupée
Pour les articles homonymes, voir Maison de poupée (homonymie).
La Maison de poupée (The Doll's House) est le deuxième tome de l'anthologie de la série de bandes dessinées Sandman, écrite par Neil Gaiman et publiée par DC Comics. Cet album regroupe les numéros 9 à 16 de la série, illustrés par Mike Dringenberg, Malcolm Jones III, Chris Bachalo, Michael Zulli, Steve Parkhouse, coloriés par Robbie Bush. Dans la version française, la traduction est d'Anne Capuron et le lettrage de Alessandro Benedetti.

## Publications francophones
- Delcourt collection Contrebande, Sandman : La Maison de poupée, 6 octobre 2004, (ISBN 978-2847893663).
- Panini collection Vertigo Cult, Sandman : La Maison de poupée, 18 mars 2009,  (ISBN 978-2809406771).
- La Maison de poupée fait également partie de l'intégrale Sandman : Tome 1 édité par Urban Comics collection Vertigo Essentiels, 15 novembre 2012,  (ISBN 978-2365771221).

## Chapitres

### Prologue: Récits dans le sable
Crayonné de Mike Dringenberg ; encrage de Malcolm Jones III ; couleurs de Robbie Busch. Titre original : Tales in the Sand.
Deux hommes d'une tribu se rendent dans le désert : un homme âgé accompagne un jeune homme qui vient de devenir adulte, pour compléter son rite de passage par une histoire qui se transmet de génération en génération, l'histoire de Nada, autrefois reine d'un royaume florissant. Nada tomba une nuit amoureuse d'un étrange inconnu, le poursuivit, mais le fuit dès qu'elle découvrit qu'il s'agissait de Dream. Celui-ci, refusant d'accepter la fuite de Nada, la convainquit de l'accepter, mais leur nuit d'amour provoqua la ruine du royaume de Nada, brûlé par une étoile et changé en désert dans la nuit, les habitants dispersés devenant les ancêtres de la tribu du désert. Consternée par cette conséquence, parfaitement consciente qu'aimer l'un des Éternels ne peut que lui apporter plus de souffrance encore, Nada se jette du haut d'une falaise. Dream tente de convaincre son fantôme d'accepter de l'épouser, mais elle refuse, blessant son orgueil. Il la menace alors d'une éternité en enfer si elle le rejette encore. L'histoire se termine alors que le vieil répond au jeune homme qui l'interroge sur la réponse de Nada, que celle-ci a refusé.
Le prologue est un prélude à La Saison des brumes, et n'est pas connecté directement avec les autres chapitres, si ce n'est que l'influence de Desire y est également perceptible.

### Chapitre 1: La maison de poupée
Crayonné de Mike Dringenberg ; encrage de Malcolm Jones III ; couleurs de Robbie Busch. Titre original : The Doll's House.

### Chapitre 2: L'emménagement
Crayonné de Mike Dringenberg ; encrage de Malcolm Jones III ; couleurs de Robbie Busch. Titre original : Moving In.

### Chapitre 3: La maison de jeu
Crayonné de Chris Bachalo ; encrage de Malcolm Jones III ; couleurs de Robbie Busch. Titre original : Playing House.

### Chapitre 4: Des hommes de bonne fortune
Traduction alternative : Hommes de bonne-encontre ; crayonné de Michael Zulli ; encrage de Steve Parkhouse ; couleurs de Robbie Busch. Titre original : Men of Good Fortune.
Dans une taverne anglaise en 1389, les gens bavardent des impôts trop chers, des chômeurs fainéants ou de l'imminence d'une guerre à venir. Deux pâles personnages entrent et commandent une consommation. Il s'agit de Death et de Dream, l'une encourageant l'autre à s'enquérir des tracas quotidiens des hommes dont il contribue à façonner les rêves. Ils entendent un jeune homme aviné qui prétend qu'il n'a aucune intention de mourir, et que les hommes ne meurent que parce qu'ils le veulent. Dream intervient alors et lui donne rendez-vous cent ans plus tard dans la même taverne. En 1489, le jeune homme, dénommé Hob Gadling, revoit Dream avec méfiance. Il demande s'il n'a pas fait un pacte avec le diable. Ce à quoi Dream répond par la négative.
À chaque fin de siècle, les deux personnages se revoient, et à chaque occasion, Hob répète sa volonté de continuer à vivre, même en 1689, quand Hob est devenu un mendiant affamé. Le siècle suivant, en 1789, « Robert Gadlen » est redevenu riche grâce à la traite des esclaves, ce que Dream réprouve. Soudain, ils sont accostés par Lady Johanna Constantine qui déclare avoir ouï dire que le diable rencontrait le juif errant chaque siècle dans une taverne et tente de les enlever. Dream les sort d'affaire en endormant Johanna avec un sac de sable. Un siècle plus tard, en 1889, Hob s'interroge pourquoi Dream tient à le rencontrer tous les cent ans. Il a remarqué qu'il n'était pas le seul à être âgé de plusieurs siècles. Il en arrive à la conclusion que Dream se sent seul et a besoin d'un ami. Dream prend la chose comme une grave offense et s'en va, outré qu'on puisse dire qu'il se lie d'amitié à un mortel.
En 1989 dans un bar, les gens bavardent des impôts trop chers, des chômeurs fainéants ou de l'imminence d'une guerre à venir. Hob est soulagé de voir arriver Dream qui lui dit « on m'a toujours dit qu'il était impoli de faire attendre un ami ».

### Chapitre 5: Les collectionneurs
Crayonné de Mike Dringenberg ; encrage de Malcolm Jones III ; couleurs de Robbie Busch. Titre original : Collectors.

### Chapitre 6: Dans la nuit
Crayonné de Mike Dringenberg avec l'aide de Sam Kieth ; encrage de Malcolm Jones III ; couleurs de Robbie Busch. Titre original : Into the Night.

### Chapitre 7: Cœurs perdus
Crayonné de Mike Dringenberg ; encrage de Malcolm Jones III ; couleurs de Robbie Busch. Titre original : Lost Hearts.

## Prix et récompenses
- 1991 : Prix Eisner du meilleur recueil